# Чоботар

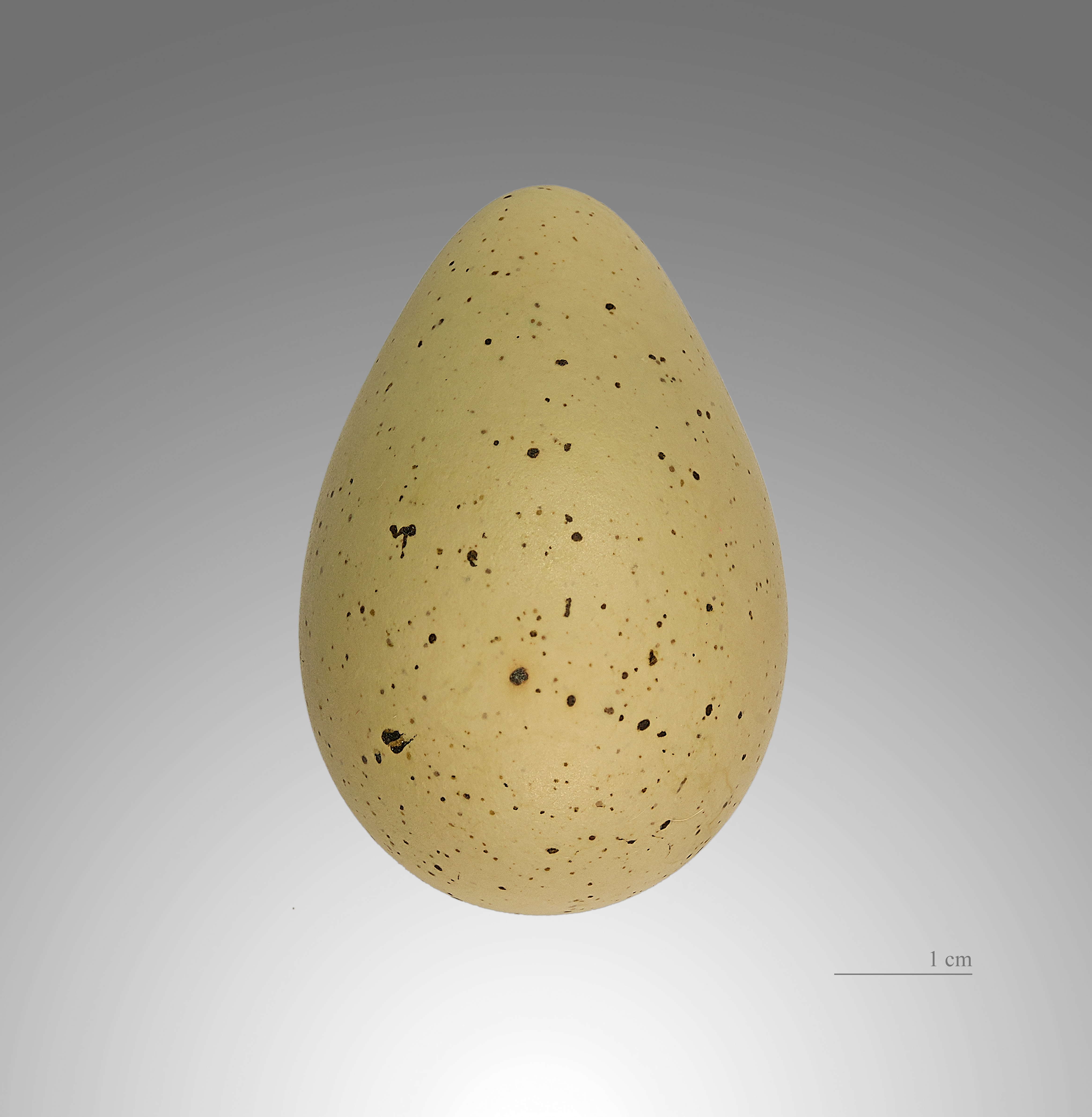
Recurvirostra avosetta

Чоботар синьоногий, шилодзьобка (Recurvirostra avosetta) — прибережний птах ряду сивкоподібних. Один з 4-х видів роду; єдиний монотиповий вид у фауні України. В Україні гніздовий, перелітний, іноді зимуючий вид.
Довжина 42 — 47 см, вага до 350 г.

## Поширення
Поширений у Південній Європі, Південній Азії, Африці. В Україні звичайний птах узбережжя Чорного й Азовського морів: від Дунаю до Східного Приазов'я. Відмічено розселення на захід, північний захід та схід країни. Зимують на сході Середземномор'я.

## Чисельність і причини її зміни
В Європі гніздиться половина світової популяції (38—57 тис. пар). В Україні гніздиться 5—7 тис. пар, головним чином у дельті Дунаю, на оз. Сасик, Шагани—Алібей—Бурнас, Малий Сасик, Акмонайських, Будацькому, Куяльницькому, Тилігульському, Молочному лиманах, Ягорлицькій, Тендрівській, Джарилгацькій, Каркінітській затоках, Сиваші, Олександрівській та Обитічній косах, у гирлі р. Берди, на Бердянській і Кривій косах. З 1990-х рр. чисельність зменшилася через втрату гніздових біотопів.

## Особливості біології
Перелітний птах. Приліт в Україні триває у середині березня — на початку квітня. Заселяє узбережжя морів, озер, річок, відстійники. Гніздиться на островах і косах, солончаках та пасовищах. Оселяється колоніями. Моногам. Гнізда з решток злаків, очерету, полину, камінців, мушель, біля води. Кладка в середині квітня — на початку травня. У кладці 4 яйця. Насиджують 23–25 днів. У віці 33—42 днів пташенята стають на крила. Міграція у вересні, починають її молоді птахи. Живляться ракоподібними, личинками комах, червами, молюсками, зрідка насінням рослин. 

## Охорона
Включено до Червоної книги України (1994, 2009) (статус — рідкісний), до Боннської (Додаток ІІ) та Бернської (Додаток ІІ) конвенцій, угоди AEWA.